# La guerra dei gemelli
La guerra dei gemelli (titolo originale War of the Twins) è un romanzo fantasy scritto da Tracy Hickman e Margaret Weis e pubblicato per la prima volta nel 1989 in America dalla TSR. È il secondo romanzo della trilogia delle Leggende di Dragonlance.
La trama è basata sulla versione romanzata dei moduli di avventura per il gioco di ruolo Dungeons & Dragons della serie DL, pubblicato anch'esso dalla TSR.

## Trama
L'incantesimo di Raistlin ha funzionato, appena in tempo. I tre compagni sono stati trasportati avanti di un centinaio d'anni, e si sono risvegliati nella fredda e buia Torre di Palanthas, sulla quale grava ancora la maledizione che Raistlin stesso spezzerà di lì a qualche secolo.
Stremato dall'incantesimo, incapace di difendersi, Raistlin è costretto a subire un attacco alla sua mente da parte degli spiriti che vegliano sulla Torre, ed a rivivere la lunga lotta che l'ha portato a uccidere Fistandantilus e a prendere il suo posto. Apprendiamo così come l'Oscuro avesse l'abitudine di prendere con sé ogni anno sette ignari apprendisti, il più abile dei quali sarebbe poi stato imprigionato nel laboratorio del mago mentre questi, servendosi di un ciondolo di ematite donatogli dalla Regina Oscura, lo avrebbe prosciugato della vita per allungare la propria esistenza ed il proprio potere.
Raistlin, tornato indietro nel tempo, aveva avuto quindi modo di intrufolarsi fra i sette apprendisti di quell'anno, ed era stato scelto per essere ucciso dal mago. Ma, grazie alla sua straordinaria forza magica, aveva ingaggiato un duello mortale con Fistandantilus: alla fine della terribile lotta fra maghi, uno dei due aveva usato il ciondolo di ematite per prosciugare la vita dell'altro... ma allo spettatore non è concesso sapere chi veramente abbia vinto la battaglia.
Riconosciuto il loro padrone Fistandantilus, gli spettri danno a Raistlin ed ai suoi due compagni il permesso di muoversi all'interno della Torre e si proclamano suoi servitori. Ma l'Arcimago comprende presto di aver commesso un grossolano errore di valutazione: egli infatti, a Istar, ha calibrato l'incantesimo in modo che lo trasportasse nella sua Torre di Palanthas per aprire il Portale, non sapendo però che la guerra condotta dal Re Prete contro gli usufruitori di magia aveva causato, come misura precauzionale, lo spostamento del Portale, che solo in un secondo tempo era stato riportato a Palanthas.
Grazie all'aiuto di Astinus, pagato da Raistlin con la costruzione di un oggetto magico che gli permetta di vedere cosa accade in ogni parte del mondo senza muoversi dal suo ufficio, l'Arcimago viene a conoscenza del fatto che il Portale è stato spostato a Zhaman, nelle Pianure della Polvere, vicino alla montagna dei nani. Mentre si trova al cospetto di Astinus, però, Raistlin nota un'altra cosa, e cioè che fino a quel momento le sue azioni stanno ricalcando perfettamente quelle compiute da Fistandantilus, che aveva avuto l'idea primaria di andare a sfidare la Regina delle Tenebre aiutato da un chierico di Paladine, Denubis, e da uno schiavo gladiatore, Pheragas.
Con crescente orrore, Raistlin si rende conto che il suo intervento non sta riuscendo minimamente a cambiare il passato, e che per quanto si ribelli egli è costretto a seguire le orme di Fistandantilus fino all'inevitabile fine: l'Oscuro, infatti, non era riuscito nel suo intento perché, mentre stava operando a Zhaman l'incantesimo necessario ad aprire il Portale assieme a Denubis, uno gnomo capitato lì per caso aveva attivato un congegno magico che aveva interferito con la magia di Fistandantilus, e provocato l'esplosione della fortezza di Zhaman e la morte di Denubis. L'Oscuro, suo malgrado, non era morto, ma era stato trasportato come puro spirito su un piano dal quale, in futuro, avrebbe trovato il modo di accedere alla Prova di Raistlin e di corromperne fatalmente l'animo.
Intanto, Tasslehoff scopre di non essere morto durante il Cataclisma, perché protetto dalla potente magia del laboratorio di Fistandantilus dove si era rifugiato, ma di essere stato catapultato nell'Abisso assieme a tutto il Tempio di Istar, che in un secondo tempo verrà spostato a Neraka. Prigioniero nel regno di Takhisis, Tas conosce Gnimsh, uno gnomo che ha la stranissima capacità di produrre invenzioni funzionanti, e gli propone di riparare il congegno magico per i viaggi nel tempo affinché entrambi possano fuggire dall'Abisso.
Raistlin, Caramon e Crysania, nel frattempo, si sono messi in viaggio verso Zhaman, e per tenere sotto controllo il reticente gemello l'Arcimago lo minaccia di non rimandarlo mai più a casa se non obbedirà ai suoi ordini. L'incontro dei tre compagni con una banda di tagliagole costituisce la loro fortuna: ucciso infatti il loro capo, un mezz'orco di nome Piedacciaio, Caramon prende il controllo della banda e comincia a muoversi verso Sud, con quello che un giorno diventerà famoso come l'Esercito di Fistandantilus.
Man mano che i tre compagni proseguono, l'esercito si ingrandisce sempre più: gli uomini, stremati dalle carestie, dalle guerre e dalle pestilenze che sono seguite al Cataclisma, si uniscono spontaneamente alla fiumana di guerrieri che va verso Sud, con il miraggio di andare a depredare quella che ritengono la ricca fortezza di Thorbardin. In realtà, anche per i nani la vita è stata inclemente dopo il Cataclisma, e la favoleggiata ricchezza che si troverebbe sotto la montagna non è altro che questo, una favola: in più, sta per scoppiare una guerra fratricida tra i nani delle montagne e i nani delle colline, alla quale si unirà l'Esercito di Fistandantilus parteggiando per questi ultimi.
Mentre Caramon dimostra le sue grandi doti di generale, una passione strana sta scoppiando anche in Raistlin per Crysania, ed il potente arcimago tenta disperatamente di soffocarla nelle profondità del suo animo nero. Il chierico di Paladine, intanto, è sempre più fiduciosa nel suo intento di riuscire a riportare alla luce Raistlin, e nella sua ambizione non si accorge di come lui la stia manipolando spudoratamente.
Una sera, durante un attacco segreto da parte dei nani di montagna ai danni di Fistandantilus, ricompaiono all'improvviso Tasslehoff e Gnimsh, che sono riusciti a far funzionare il congegno magico per fuggire dall'Abisso, ma il loro tentativo di riunirsi ai compagni è stroncato dai sicari nani, che li catturano e li imprigionano a Thorbardin. Rimessosi in forze dopo l'attacco, Raistlin si rende conto che la presenza di Tas può essere una benedizione, poiché i kender sono in grado di alterare il flusso del tempo, e lo va a liberare dalla sua prigione: ma nel frattempo, avendo riconosciuto in Gnimsh lo gnomo che ha causato la sconfitta di Fistandantilus a Zhaman, lo uccide senza pietà sotto gli occhi di Tasslehoff. Quindi, all'insaputa di tutti, Raistlin imprigiona il piccolo kender nelle viscere della fortezza magica di Zhaman, in modo che non possa nuocere ai suoi piani.
Infine, giunge il momento di aprire il Portale. Mentre Raistlin e Crysania si preparano al complesso incantesimo, Caramon è costretto a lottare per salvarsi la vita da un attacco dei nani di montagna: Raistlin, infatti, ha promesso ai Dewar la testa di suo fratello, in cambio del loro aiuto per sgominare Pax Tharkas ed avere via libera verso Zhaman.
Sfuggito all'attentato, Caramon corre verso i sotterranei della fortezza dove incontra Tas, ed insieme al piccolo kender si dispone ad affrontare Raistlin. Mentre Crysania è immersa nella concentrazione necessaria ad attuare l'incantesimo, l'Arcimago rivela ai due compagni la sua intenzione, cioè di usarla come scudo per i mille pericoli che potranno incontrare nell'Abisso e poi di abbandonarla a morire, senza neanche il conforto della propria presenza. Disgustati, Caramon e Tasslehoff decidono di usare il congegno per tornare a casa e Raistlin li abbandona al proprio destino.
Ma ancora una volta, il suo errore è stato grande. Mentre i due azionano il congegno magico per i viaggi nel tempo, Raistlin sente scricchiolare l'equilibrio necessario ad attuare il suo incantesimo, e con orrore si rende conto che aver ucciso Gnimsh non è servito a nulla poiché lo gnomo ha già riparato il congegno, e che la storia si sta per ripetere come con Fistandantilus. Disperato, mentre Caramon e Tas svaniscono in un lampo di luce, Raistlin lotta allo spasmo per mantenere aperto il Portale quel tanto che basta perché lui e Crysania possano attraversarlo.
La fortezza di Zhaman esplode. Le Pianure della Polvere vengono spianate in un solo, rapido colpo. Dei due eserciti di nani che si stavano affrontando in una guerra fratricida non è rimasto che il ricordo.

## Edizioni
- Margaret Weis - Tracy Hickman, La guerra dei gemelli, traduzione di Cossato G. P. - Sandrelli S., collana Armenia Editore, Armenia Editore, 1989,  p. 416, ISBN 88-344-0389-4.